# Tostrup Kirke
Tostrup Kirke er en kirke i Midtjylland ca. 20 km nord for Viborg.

## Eksterne kilder og henvisninger
- Tostrup Kirke hos KortTilKirken.dk